# Zagrammosoma lineaticeps
Zagrammosoma lineaticeps är en stekelart som först beskrevs av Girault 1915.  Zagrammosoma lineaticeps ingår i släktet Zagrammosoma och familjen finglanssteklar. Inga underarter finns listade i Catalogue of Life.